# Chéry-lès-Pouilly
Chéry-lès-Pouilly – miejscowość i gmina we Francji, w regionie Hauts-de-France, w departamencie Aisne.
Według danych na styczeń 2014 roku gminę zamieszkiwało 691 osób, a gęstość zaludnienia wynosiła 40,1 osób/km².